# Путамиш
Путамиш (Восточный Путамис, Путамиц, Кизилташский Салгыр) — река на Южном берегу Крыма. Длина реки 7,6 км, площадь водосбора 14,5 км² Средний расход воды — 0,12 м³/с. Высота истока — 1200 м над уровнем моря. Уклон реки — 184 м/км.

## Общие сведения
Река Путамиш начинается река на южных склонах Бабуган-яйлы, согласно Николаю Рухлову, у горы Караул-кая на высоте 420 саженей из источника с дебетом 47 370 вёдер в сутки. У реки, согласно справочнику «Поверхностные водные объекты Крыма», 1 приток, впадающий с правой стороны у скалы Красный Камень (Кизил-Кая), в 1,6 км от устья — Западный Путамис, длиной 4,2 км и с площадью водосбора 1,8 км² (у Рухлова — овраг Мезерлар-чаир, впадающий на высоте 85 саженей). После впадения этой речки, их общее течение называют также Черкес-Узень. Николай Рухлов упоминает впадающие на высоте 277 саженей (один напротив другого) овраги: справа Койпан-чаир, с несколькими обильными источниками и, слева, Ковалан-чаир, также довольно обводнённый. Путамиш впадает в Чёрное море на территории Международного детского центра «Артек».
Перепад высоты между истоком и устьем достаточно большой — более километра (140 м/км). Река Путамиш на всём своём протяжении маловодна. Особенностью реки является наличие большого числа невысоких порогов, которые создают шумовой эффект настоящих водопадов. Режим реки, как и большинства рек Крыма, характеризуется летне-осенним минимумом и зимне-весенним максимумом. В то же время после больших осадков, могут быть кратковременные паводки в любое время года.
В долине реки, между скалой Красный Камень и расположенным ниже селом Краснокаменка (бывший Кизилташ) находятся виноградники, на которых выращивается винограда сорта Мускат белый, из которого производится марочное белое ликёрное вино «Мускат белый Красного Камня», на международных дегустационных конкурсах дважды признавалось лучшим вином мира.